# Bronwyn Bishop
Bronwyn Bishop, née le 19 octobre 1942 à Sydney (Australie), est une femme politique australienne. Membre du Parti libéral, elle est ministre de la Défense de l'industrie et de la Sciences entre 1996 et 1998, ministre des Personnes âgées entre 1998 et 2001, députée depuis 1994 et présidente de la Chambre des représentants de 2013 à 2015. Elle démissionne de la présidence de la Chambre en août 2015, sous pression pour avoir abusivement utilisé de l'argent public à des fins personnelles à plusieurs reprises.

## Sources
- (en) Cet article est partiellement ou en totalité issu de l’article de Wikipédia en anglais intitulé « Bronwyn Bishop » (voir la liste des auteurs).